# Israel Jaitovich
Israel Jaitovich Cortés (Tijuana, Baja California, 12 de agosto de 1969) es un conductor, actor, productor de televisión y piloto de carreras mexicano de ascendencia judía.[cita requerida]

## Carrera
Es hijo de Abraham Jaitovich, ya fallecido; y doña Lilia Cortés. Inició su carrera artística a los 17 años en la serie cómica Papá soltero. En 1990 hizo su debut en telenovelas en Mi pequeña Soledad producida por Verónica Castro, a partir de aquí el actor sería miembro recurrente en las telenovelas del productor Carlos Sotomayor, como Valeria y Maximiliano, Capricho, El vuelo del águila, La antorcha encendida, Amada enemiga, La mentira e Infierno en el paraíso. Después de esta última se aleja un tiempo de los melodramas y debuta en 2003 como actor y conductor del programa cómico El baño. El programa solo duró un año, pero al terminarse el actor crea un nuevo programa, Permítame tantito que seguía la misma senda que su antecesor.
En 2005 participa en el programa Big Brother VIP. 
Se realizó un programa cómico en 2009 Humor a quien humor merece que fue una recopilación de sketches de Desmadruga2, desde 2010 hasta la actualidad es el conductor principal de un programa de variedades para Bandamax llamado "La Cantina del Tunco Maclovich".
Tuvo su primer programa en 2007 tipo talk show llamado Desmadruga2 terminado en 2012 cambiando el nombre a Estrella2 que terminó en 2016, teniendo otro programa para ese mismo año llamado Doble Sentido, transmitido en Distrito Comedia y Las Estrellas hasta agosto de 2018.

## Filmografía

### Actor (telenovelas)
| Telenovelas | Telenovelas            | Telenovelas             | Telenovelas |
| Año         | Título                 | Personaje               | Notas       |
| ----------- | ---------------------- | ----------------------- | ----------- |
| 1990        | Mi pequeña Soledad     |                         |             |
| 1991        | Vida robada            |                         |             |
| 1991-1992   | Valeria y Maximiliano  | Juan Pablo Souberville  |             |
| 1993        | Capricho               | Nicolás                 |             |
| 1994        | El vuelo del águila    | Manuel González (joven) |             |
| 1995        | La paloma              |                         |             |
| 1996        | La antorcha encendida  | Álvaro de Urzúa         |             |
| 1997        | Amada enemiga          | Francisco               |             |
| 1998        | La mentira             | Jacinto                 |             |
| 1999        | Infierno en el paraíso | Gerardo                 |             |
| 2007        | Tormenta en el paraíso | Roque Duran             |             |
| 2014        | Hasta el fin del mundo | Tato                    |             |

### Como actor (Series de TV)
| Televisión    | Televisión                        | Televisión                                        | Televisión                                                                    |
| Año           | Título                            | Personaje                                         | Notas                                                                         |
| ------------- | --------------------------------- | ------------------------------------------------- | ----------------------------------------------------------------------------- |
| 1989-1990     | Papá soltero                      | Amigo de Miguel y Mauricio.                       | En este programa inició su carrera de actor.                                  |
| 1998-1999     | Derbez en Cuando                  | Rubén Dedor / Varios                              | También algunos sketches se repitieron en "Va De Nuez en Cuando" (1999-2000). |
| 2003          | El Baño                           | Como el Mismo                                     |                                                                               |
| 2003          | Permítame Tantito                 | Como el Mismo                                     |                                                                               |
| 2007-2012     | Desmadruga2                       | El mismo / varios / Tunco Maclovich / Padre Ramón | Primer programa exitoso de Jaitovich en Canal de las estrellas y Unicable.    |
| 2009          | Adictos                           | Mauricio                                          | 1 episodio.                                                                   |
| 2009          | Humor A Quien Humor Merece        | Varios / Tunco Maclovich/ Padre Ramón             | Repeticiones de Desmadruga2 en el Canal de las estrellas.                     |
| 2010-presente | La Cantina Del Tunco Maclovich    | Tunco Maclovich                                   | Programa de Bandamax.                                                         |
| 2012-2016     | Estrella2                         | El mismo / Varios / Tunco Maclovich / Padre Ramón | Programa de Distrito Comedia, Canal de las Estrellas y Unicable.              |
| 2013          | Parodiando                        | Director de escena del equipo de Angélica Vale    | Reality show, queda en 1° lugar junto con Angélica Vale.                      |
| 2015          | Parodiando: Noches de traje       | Capitán de equipo                                 | Reality show, queda en 2° lugar.                                              |
| 2016-2018     | Doble Sentido                     | El mismo / Varios personajes                      | Programa de Las Estrellas y Distrito Comedia.                                 |
| 2018-2023     | Más Noche                         | El mismo / Varios personajes                      | Programa de Las Estrellas y Distrito Comedia.                                 |
| 2023          | El junior: El mirrey de los capos | El mismo                                          | Serie de Distrito Comedia                                                     |
| 2023          | Humor sin barrera                 | El mismo                                          | Serie de Distrito Comedia                                                     |

### Como productor
| Televisión | Televisión                        | Televisión                                                                        | Televisión |
| Año        | Título                            | Notas                                                                             |            |
| ---------- | --------------------------------- | --------------------------------------------------------------------------------- | ---------- |
| 2003       | El Baño                           |                                                                                   |            |
| 2003       | Permítame Tantito                 |                                                                                   |            |
| 2007       | Desmadruga2                       |                                                                                   |            |
| 2009       | Adictos                           |                                                                                   |            |
| 2009       | Humor A Quien Humor Merece        | Programa de repeticiones de lo mejor de Desmadruga2 en el Canal de las estrellas. |            |
| 2010       | La Cantina Del Tunco Maclovich    |                                                                                   |            |
| 2012-2016  | Estrella2                         |                                                                                   |            |
| 2016       | Burocratas                        |                                                                                   |            |
| 2016-2018  | Doble Sentido                     |                                                                                   |            |
| 2018-2023  | Más Noche                         |                                                                                   |            |
| 2023       | El junior: El mirrey de los capos | Director y creador                                                                |            |
| 2023       | Humor sin barreras                | Director                                                                          |            |

## Premios y nominaciones

### Premios TVyNovelas
| Año  | Categoría                         | Variedades  | Resultado |
| ---- | --------------------------------- | ----------- | --------- |
| 2011 | Mejor programa de entretenimiento | Desmadruga2 | Nominado  |
| 2011 | Mejor programa de TV Restringida  | Adictos 2   | Nominado  |